# Lars Magnus Björkenheim
Lars Magnus Björkenheim, ursprungligen Björkman, född 6 november 1793 i Stockholm, död 25 december 1869 i Åbo, var en finländsk industrialist och godsägare. Han var son till Bengt Magnus Björkman och far till bland andra Edvard Björkenheim. 
Björkman var först officer i svenska armén och sedan i den ryska efter sin överflyttning till Finland 1815; tog han kaptens avsked 1818. Hans far Bengt Magnus Björkman (1745–1824), grosshandlare i Stockholm, ägde från 1780-talet flertalet större järnbruk i Finland och jordbesittningar på inemot 50 000 hektar, som han på grund av freden i Fredrikshamn 1809 blev tvungen att avyttra. Han inköpte 1818 av en bror de österbottniska bruken Orisberg, Kimo och Oravais, som han gjorde till mönsteranläggningar; han var även en av landets mest kunniga lantbrukare (ägde bland annat storgodset Vuojoki i Euraåminne och flera egendomar i Nyland). Han adlades 1834 med namnet Björkenheim och erhöll 1864 bergsråds titel.

## Barn
Lars Magnus Björkenheim var gift med Wilhelmina Bergenheim (1801-1840) och Charlotta Taube (1816-1893). Han fick totalt 15 barn av vilka sju släktgrenar finns beskrivna.
- Robert Björkenheim (1835-1878)
- Axel Björkenheim (1843-1907)
- Ebba Björkman (1844-1898)
- Aline Cronhielm (1846-1929)
- Louise Cedercreutz (1848-1921)
- Sigrid Alströmer (1852-1932)
- Edvard Björkenheim (1856-1934)

### Uppslagsverk
- Björkenheim, Lars Magnus i Uppslagsverket Finland (webbupplaga, 2012). CC-BY-SA 4.0

### Fotnoter
1. 1 2  Matti Klinge (red.), Kansallisbiografia, Finska litteratursällskapet och Finska historiska samfundet, Finlands nationalbiografi-ID: 4239, läst: 9 oktober 2017.[källa från Wikidata]
2. 1 2 3  Leo van de Pas, Genealogics, 2003, läs online och läs online.[källa från Wikidata]
3. ↑   Lars Magnus Björkenheim och hans ättlingar. Helsingfors & Kotka. 1990. ISBN 952-90-2723-0